# Australachalcus latipennis
Australachalcus latipennis är en tvåvingeart som beskrevs av Marc Pollet 2005. Australachalcus latipennis ingår i släktet Australachalcus och familjen styltflugor. Inga underarter finns listade i Catalogue of Life.